# Cal Girona (el Papiol)
Cal Girona és una obra eclèctica del Papiol (Baix Llobregat) inclosa a l'Inventari del Patrimoni Arquitectònic de Catalunya.

## Descripció
Edifici de planta rectangular situat a la cantonada del carrer del Carme amb el carrer Parras, compost per planta baixa i dos pisos. La cantonada s'accentua mitjançant la torre, que està coronada per una sanefa d'arqueria cega i una coberta amb molta pendent de teula ceràmica i a quatre vessants. Les obertures presenten diferents ornamentacions: columnes i pilastres embegudes, capitells, pinacles, decoració vegetal, animal i antropomòrfica, filigranes amb inicials i fins i tot un medalló decorat sostingut per dos personatges. Tot plegat contribueix a donar un sentit eclèctic a l'edifici.